# Sóskútfalu
Sóskútfalu (németül Sulz im Burgenland, horvátul Šeškut) Németszentgrót-Sóskútfalu településrésze Ausztriában Burgenland (magyarul Felsőőrvidék) tartományban a Németújvári járásban.

## Fekvése
Németújvártól 4 km-re északnyugatra a Zickenbach völgyében fekszik.

## Története
Sóskútfalva ásványvízforrásait már a rómaiak is ismerték. Az itt talált római pénzérmék és szobortöredékek budapesti múzeumokba kerültek. A település 1361-ben még "Kapasfalua" néven tűnik fel először az írott forrásokban. 1388-ban "Kapasfalva", 1469-ban azonban már "Soskwth", 1496-ban pedig "Soskwth alio nomine Kwpasfalwa" néven szerepel. Ásványvízforrásait 1496-ban említik először. Ismert birtokosai 1541-ben Sóskuty Benedek, 1543-ban a Jakabházy Sallér család, 1627-ben Jakabházy Sallér István. 1636-ban Batthyány Ádámnak mészégetője működött itt.  1815-ben gróf Festetics Györgyné született Jakabházy Sallér Judit kastélyt építtetett ide. A szép park közepén emelkedő kastély egykor számos híres fürdővendégnek adott otthont. 1817-ben megnyílt a fürdő is a nagyközönség előtt. Ásványvízét 1825-ben elemezték először. 1905-ben ásványvízpalackozó üzemet alapítottak itt és a vizet az egész monarchia területére szállították.  A fürdőélet lendülete az első világháború után alábbhagyott és a település egyszerű faluvá süllyedt.
Vályi András szerint " SÓSKÚT. Vas Várm. földes Urai több Uraságok, lakosai katolikusok, fekszik Német Sz. Gróthoz közel, mellynek filiája; határja szoros, és közép termésű."
Fényes Elek szerint " Sóskut, német falu, Vas vmegyében, a németujvári uradalomban, 200 kath. lak., és mészégetéssel. Ut. p. Szombathely. A falu mellett egy gyönyörü regényes völgyben van 2 savanyuviz forrása és fördőintézete, melly erősen látogattatik. Használ ez ásványviz a tüdő, gége, vizellethólyag, és bélnyálkásságban, köszvényben, májdugulásban, aranyérben."
Vas vármegye monográfiája szerint " Sóskut, kis fürdőhely, ásványvízforrással. Házszám 80, lélekszám 508. Lakosai horvát- és németajkúak, vallásuk r. kath. és ág. ev. Postája Német-Szt.-Gróth, távírója Német-Ujvár. Fürdője már a rómaiak korában ismeretes volt. Itt van Festetich Judit grófnő régi kastélya, továbbá a község határában kőbánya és mészégetők. A lakosok olvasókört tartanak fenn. A XVI. században már református temploma volt."
1910-ben 507, többségben német lakosa volt, jelentős horvát kisebbséggel. A trianoni békeszerződésig Vas vármegye Németújvári járásához tartozott. A trianoni békeszerződés Ausztriához csatolta. A második világháború alatt Sóskútfalu kastélya hadikórházként működött. 1971-ben Németszentgrótot, Sóskútfalut és Őzgödört egy községben egyesítették.

## Nevezetességei
- A sóskútfalvi Festetics-kastélyt 1815-ben gróf Festetics Györgyné született Jakabházy Sallér Judit építtette klasszicista stílusban.
- Ásványvízforrásainak gyógyerejét csak a 18. század végén fedezték fel újra, vizét 1825-ben vegyelemezték, nemsokára fürdőház és vendégházak épültek a források mellé. Három forrása közül egy ivásra, kettő fürdésre szolgál. Az ásványvizet 1956-tól után az ekkor alapított  németújvári Güssinger Mineralwasser AG palackozza és forgalmazza.

## Külső hivatkozások
- Németszentgrót-Sóskútfalu hivatalos oldala (németül)
- Sóskútfalu a dél-burgenlandi települések honlapján (németül)